# Otto Ursprung
 (octobre 2024).
Otto Ursprung, né le 16 janvier 1879 à Günzlhofen et mort le 14 septembre 1960 à Schondorf am Ammersee, est un musicologue allemand.

## Biographie
Otto Ursprung étudie la philosophie et la théologie à l'Université Louis-et-Maximilien de Munich entre 1899 et 1904. Il est ensuite ordonné prêtre. En 1911; il obtient son doctorat à l'Université de Munich, soutenant une thèse sur Jacobus de Kerle (Jacobus de Kerle : sein Leben und seine Werke 1531/32-91). Sa thèse est publiée à Munich en 1913. Il est professeur honoraire d'histoire de la musique entre 1932 et 1949. Il fait figure d'autorité en matière de musique religieuse catholique ainsi qu'en histoire de la musique de Munich.

## Œuvres
- (de) Restauration und Palestrina-Renaissance in der katholischen Kirchen-musik der letzen zwei Jahrunderte, Augsbourg, 1924.
- (de) Münchens musikalische Vergangenheit, Munich, 1927.
- (de) Die katholische Kirchenmusik, Potsdam, 1931.